# Sengan Jobe
Sengan Jobe (* 22. März 2000) ist ein gambischer Leichtathlet, der sich auf den Sprint spezialisiert hat.

## Sportliche Laufbahn
Erste internationale Erfahrungen sammelte Sengan Jobe 2015 bei den Jugendafrikameisterschaften in Réduit, bei denen er im 200-Meter-Lauf in 21,68 s die Bronzemedaille gewann. Zwei Jahre später schied er bei den Juniorenafrikameisterschaften in Tlemcen mit 21,72 s in der ersten Runde aus, gewann aber mit der gambischen 4-mal-100-Meter-Staffel in 41,07 s die Silbermedaille. 2019 belegte er bei den Juniorenafrikameisterschaften in Abidjan in 21,58 s den achten Platz über 200 Meter und schied im 100-Meter-Lauf mit 10,73 s im Halbfinale aus. Anschließend nahm er erstmals an den Afrikaspielen in Rabat teil und schied dort über 100 und 200 Meter mit 10,81 s bzw. 21,74 s jeweils in der Vorrunde aus. Zudem gelangte er mit der Staffel in 39,44 s auf den vierten Platz. 2022 schied er bei den Afrikameisterschaften in Port Louis mit 21,16 s in der Vorrunde über 200 Meter aus und verpasste mit der Staffel mit 41,94 s den Finaleinzug. Anschließend kam er auch bei den Commonwealth Games in Birmingham mit 21,53 s nicht über den Vorlauf über 200 Meter hinaus, belegte aber mit der Staffel in 40,18 s den sechsten Platz. Daraufhin wurde er bei den Islamic Solidarity Games in Konya in 39,27 s Vierter im Staffelbewerb. 2024 belegte er bei den Afrikaspielen in Accra in 39,24 s den fünften Platz im Staffelbewerb und stellte damit einen neuen Landesrekord auf. Im Juni schied er bei den Afrikameisterschaften in Douala mit 21,37 s im Halbfinale über 200 Meter aus und verpasste mit der Staffel mit 39,79 s den Finaleinzug.

## Persönliche Bestleistungen
- 100 Meter: 10,31 s (+1,7 m/s), 6. Juli 2024 in Joinville-le-Pont
  - 60 Meter (Halle): 6,76 s, 11. Februar 2023 in Miramas
- 200 Meter: 20,83 s (+0,5 m/s), 16. Juni 2021 in Cergy-Pontoise
  - 200 Meter (Halle): 21,30 s, 4. Februar 2023 in Eaubonne